# Formiga-papa-mel
A papa-mel (Oecophylla longinoda) é uma formiga avermelhada da família dos formicídeos, privativa da África, que constrói seus ninhos unindo folhas com seda segregada por suas larvas, e se alimenta especialmente de substâncias adocicadas produzidas por certas árvores. Também é conhecida pelos nomes de formiga-papa-mel e formiga-tecelã.